# Горный, Артём Григорьевич
Артём Григо́рьевич Го́рный (24 марта (6 апреля) 1912 — 7 января 1986) — советский государственный деятель, военный юрист, Главный военный прокурор СССР на протяжении 29 лет, генерал-полковник юстиции.

## Биография
Родился 24 марта (6 апреля) 1912 в селе Лезнево Ружичнянского района Хмельницкой области в украинской семье рабочих.
Его отец — Горный Григорий Ананьевич до Октябрьской революции и некоторое время после был рабочим на различных предприятиях г. Проскурова. В 1924 году он был выдвинут на юридическую службу, закончил которую в должности старшего помощника прокурора Винницкой области.
Мать — Горная (Белаш) Дарья Николаевна была домохозяйкой.
Артём Григорьевич был женат на Горной (Сторожинской) Марии Николаевне, имел сына Владимира и дочь Наталью.
С 1919 по 1932 г. Горный учился. Закончил семилетнюю трудовую и профессионально-техническую школы, 3 курса экономического факультета Института инженеров водного транспорта. Защитить диплом не получилось из-за заболевания туберкулёзом. Выходила его бабушка деревенскими снадобьями.
С 1932 по август 1933 г. работал инструктором культурно-пропагандистского отдела Одесского городского комитета комсомола.
С августа 1933 по май 1934 г. — заведующим культурно-пропагандистским отделом в Ильичевском районном комитете комсомола г. Одессы.
С мая по октябрь 1934 г. — заведующим методическим кабинетом в Винницком городском комитете комсомола.
В октябре 1934 г. был призван на военную службу, которую проходил в 38 пограничном отряде пограничных войск НКВД СССР. Во время прохождения службы окончил школу младшего начальствующего состава. В октябре 1936 г. по окончании срочной военной службы был уволен в запас.
С октября 1936 г. и по август 1937 г. был заведующим в Винницком земельном управлении, затем заведующим отделом Винницкого обкома комсомола.
В мае 1938 г. Горный поступает на службу в органы прокуратуры и по сентябрь 1939 г. работает помощником прокурора г. Винницы.
В сентябре 1939 г. был мобилизован в ряды РККА и до января 1940 г. работал старшим секретарем военного трибунала 37-го стрелкового корпуса Киевского особого военного округа. В составе военного трибунала участвовал в операции по установлению советского контроля над Западной Украиной и Западной Белоруссией.
В январе 1940 г. поступил на службу в органы военной прокуратуры и назначен на должность военного следователя военной прокуратуры 37-го стрелкового корпуса, а с 1 ноября 1940 г. — военного следователя военной прокуратуры 141-й стрелковой дивизии, где за первые 5 месяцев своей работы закончил 57 уголовных дел, из которых 55 было направлено в военный трибунал. За время службы в должности военного следователя зарекомендовал себя как трудолюбивый, дисциплинированный, энергичный и исполнительный работник, обладающих хорошими организаторскими способностями. Пользовался заслуженным авторитетом у командного состава дивизии и военной прокуратуры. Его профессионализм и организаторские способности не остались незамеченными.
Член ВКП(б) с 1940 г.
Приказом Главного военного прокурора Красной Армии от 17 апреля 1941 г. Горный был назначен военным прокурором — войсковая часть 9250 в Киевском особом военном округе.
В период Великой Отечественной войны Артем Григорьевич находился в действующей армии.
Приказом ВС Южного фронта №: 91/н от: 21.04.1943 года военный прокурор 1-го гв.стр.корпуса 2-й гвардейской армии, военюрист 2-го ранга Горный был награждён орденом Красной Звезды.
Награждён медалью «За оборону Сталинграда».
В декабре 1944 года награждён орденом Отечественной войны 1-й степени.
Приказом ВС 4-го Украинского фронта №: 174/н от: 07.06.1945 года гвардии подполковник юстиции Горный был награждён орденом Красного Знамени.
Последовательно занимал должности помощника военного прокурора армии, Крымского, Северо-Кавказского, Юго-Восточного, Сталинградского фронтов, военного прокурора корпуса, заместителя военного прокурора 4-го Украинского фронта.
После окончания войны был назначен помощником главного обвинителя от СССР на Нюрнбергском процессе Р. А. Руденко. Внёс свой вклад в привлечение к ответственности главных нацистских преступников.
В 1949 г. закончил Всесоюзный заочный юридический институт.
В послевоенное время проходил военную службу на руководящих должностях в военных прокуратурах Прикарпатского, Киевского военных округов, Группы советских оккупационных войск в Германии.
В период с октября 1951 по февраль 1957 г. Горный был военным прокурором Дальневосточного военного округа, а затем Тихоокеанского флота.
Приказом Генерального прокурора СССР от 11 февраля 1957 г. Горный был назначен на должность Главного военного прокурора. Военную прокуратуру он возглавлял на протяжении 29 лет.
В 1963 году выступил государственным обвинителем по делу шпиона-оборотня Олега Пеньковского, 16 мая 1963 года лично присутствовал в Бутырской тюрьме при приведении приговора в исполнение, подписал акт, согласно которому приговор исполнен в 16:17 (документ опубликован в 2015 году).
Постановлением Совета Министров СССР от 21 февраля 1969 г. № 146 Горному первому из Главных военных прокуроров было присвоено звание «генерал-полковник юстиции». На тот период и долгие годы в последующем он был единственным военнослужащим в СССР, имеющим указанное звание.
Большой вклад внесён Горным в развитие теоретических и практических положений уголовного права и процесса, утверждение в Вооружённых Силах правового обучения. В частности, им лично и в соавторстве с известными учеными-правоведами изданы десятки монографий, учебных пособий, научно-практических комментариев, статей.
Среди них следует отметить учебник «Военное право», изданный в 1984 г., монографии: «Перед лицом закона» (1965), «Основы советского военного законодательства» (1966 г.), «Социалистическая законность и воинский правопорядок» (1973), «Военное законодательство и правовое воспитание воинов» (1983), «Командиру о военно-уголовном законодательстве» (1985); Научно-практический комментарий к Закону «Об уголовной ответственности за воинские преступления» (1960, 1961, 1969, 1981, 1986), Научно-практический комментарий к Положению о военной прокуратуре (1986); Учебно-методическое пособие «Основы правовых знаний» (1970, 1973).
Во многом благодаря деятельности А. Г. Горного, военная прокуратура сложилась как правоохранительная структура. Принимал активное участие в совершенствовании форм и методов работы органов военной прокуратуры, оптимизации её структуры. В 1966 г., преодолев сопротивление командного состава и руководства ГлавПУРа, добился принятия Положения о военной прокуратуре. Положением устанавливался статус военной прокуратуры и роль в укреплении правопорядка в Вооружённых Силах. Положение предусматривало обязательность рассмотрения и исполнения представлений военных прокуроров об устранении нарушений законов военным командованием и органами военного управления; на командование возлагалась обязанность обеспечивать органы военной прокуратуры помещениями, транспортом, связью. С принятием Положения существенно усилилась независимость органов военной прокуратуры от командования, была упорядочена их деятельность по надзору за законность и правопорядком в войсках.
Умер А. Г. Горный 7 января 1986 г., до последнего дня находясь на своем посту, отдав военной службе 47 лет. Похоронен на Кунцевском кладбище.

## Награды
- Орден Октябрьской Революции
- Два ордена Красного Знамени
- Три ордена Трудового Красного Знамени
- Два ордена Отечественной войны I степени
- Три ордена Красной Звезды
- Медаль «За боевые заслуги»
- Медаль «В ознаменование 100-летия со дня рождения Владимира Ильича Ленина»
- Медаль «За отличие в охране государственной границы СССР»
- Медаль «За оборону Сталинграда»
- Медаль «За оборону Киева»
- Медаль «За победу над Германией в Великой Отечественной войне 1941—1945 гг.»
- Медаль «20 лет Победы в Великой Отечественной войне 1941—1945 гг.»
- Медаль «30 лет Победы в Великой Отечественной войне 1941—1945 гг.»
- Медаль «40 лет Победы в Великой Отечественной войне 1941—1945 гг.»
- Медаль «30 лет Советской Армии и Флота»
- Медаль «40 лет Вооружённых Сил СССР»
- Медаль «50 лет Вооружённых Сил СССР»
- Медаль «60 лет Вооружённых Сил СССР»
- Медаль «70 лет Вооружённых Сил СССР»
- Медаль «Ветеран Вооружённых Сил СССР»
- Медаль «В память 1500-летия Киева»
- Медаль «За безупречную службу» I степени
- В 2002 г. в помещении Главной военной прокуратуры установлен его бюст.